# Retroversion
Retroversion (lateinisch retro ‚zurück‘ und vertere ‚wenden‘) bezeichnet in der Medizin:
- das Bewegen einer Extremität nach dorsal (z. B. Arm im Schultergelenk)
- die Stellung eines Knochenabschnittes nach dorsal (z. B. die Schulterpfanne im Schultergelenk)
- Rückwärtsneigung der gestreckten Gebärmutter

Das Gegenteil ist Anteversion.